# Micradelus rotundus
Micradelus rotundus är en stekelart som beskrevs av Walker 1834. Micradelus rotundus ingår i släktet Micradelus och familjen puppglanssteklar.
Artens utbredningsområde är:
- Tjeckien.
- Slovakien.
- Nederländerna.
- Sverige.

Arten är reproducerande i Sverige. Inga underarter finns listade i Catalogue of Life.